# Piane Crati
Piane Crati é uma comuna italiana da região da Calábria, província de Cosenza, com cerca de 1.384 habitantes. Estende-se por uma área de 2 km², tendo uma densidade populacional de 692 hab/km². Faz fronteira com Aprigliano, Cosenza, Figline Vegliaturo, Paterno Calabro.

## Demografia
| Variação demográfica do município entre 1861 e 2011                               |
|                                                                                   |
| Fonte: Istituto Nazionale di Statistica (ISTAT) - Elaboração gráfica da Wikipedia |